# 高口里純
高口 里純（たかぐち さとすみ、1957年〈昭和32年〉9月30日 - ）は、日本の漫画家、同人作家。血液型はA型。日本漫画家協会・マンガジャパンの元会員。

## 来歴
栃木県鹿沼市出身、在住。宇都宮女子商業高校（現在の宇都宮文星女子高等学校）を卒業。
小学校低学年でプロの漫画家になりたいと思い、小学5年で全国展開していた肉筆同人誌『扉』に参加。中学時代には『週刊マーガレット』（集英社）に投稿し、期待賞やホープ賞を貰うようになる。
高校卒業後、アルバイトをしながら漫画家を目指して投稿を続け、1977年〈昭和52年〉、第2回「白泉社アテナ大賞」第2席を受賞し、翌1978年、『花とゆめ』第6号：3月20日号（白泉社）に受賞作『赤いシャッポ』が掲載され漫画家デビューした。
2006年から文星芸術大学講師、2007年から同大学准教授、2009年から同大学マンガ専攻客員教授を務め、2013年に辞職した。
一時期使用した二次創作同人誌のペンネームは「かちとみさする」。

### 代表作
編集委員会の委員長を石ノ森章太郎が務めた『日本漫画家名鑑500』にて､『花のあすか組!』2巻・『ロンタイBABY』1巻・『伯爵と呼ばれた男』1巻・『トロピカル半次郎』後編の4作品の書影を代表作として掲載（1992時点）。ほかに『少年濡れやすく恋成りがたし』など。

## 概要
1980年代末から1990年代末にかけて『花のあすか組!』『ロンタイBABY』のヒットを中心として一世を風靡した。角川書店より1988年から1992年にかけて「高口里純傑作集」がまとめられ、1997年には「コミック版 高口里純文庫」レーベルが作られた。
古本での転売に反対している。「高口里純が作品を発表し続けるためには、読者による新刊の購入が不可欠」と述べる（公式サイトTwitter 2019年7月8日、同人誌、他）。

### 人物・エピソード
- 1985年より社会保険完備の「有限会社高口組」という漫画プロダクションを設立し、社員寮まで備え、アシスタントを正社員として雇っている[注 3]。
- 1986年時点こぼれ話：デビュー時から8年同じ担当編集者と仕事してると綴っている[16]。特に初期にブレイクのキッカケとなった『トロピカル半次郎』を創作できたのは、その若い男性担当者に鍛えられたお陰だと2014年のインタビューでも語っている[3]。
- 「かぬまふるさと大使」である[17]。近隣の学校から職場体験を受け入れ[18]、文星芸術大学の教員を務めるなど、地元地域に密接した活動をしている。
- 娘と息子がいる[19][3]。妊娠出産体験はSF漫画『明日のために』に昇華された。
- 主婦でもあり、家事育児の経験を作品に盛り込んでいる。
- 『仮面ライダークウガ』を視聴して以来オダギリジョーのファンである[20]。
- 2005年頃から周杰倫の熱烈なファンとなり[21]  、作品に周杰倫を想起させるキャラクターが登場するようになった（『ななひかり』『不思議は何で出来ているか』『将棋の時間』）。
- 周杰倫への情熱で台湾を訪れたが、周杰倫とは関係なく台湾淡水区に夢中になり[22]、作品に反映されるようになる（『将棋の時間』『台湾が好きすぎて、家借りちゃいました。』）。
- 漫画家同期デビューの酒井美羽、谷地恵美子と交流がある[23]。

### 作風
- 小学校4年生の頃から漫画家を志す。志賀公江『スマッシュをきめろ!』、木原敏江、萩尾望都から影響を受けた[23]。
- 事前に作品の資料は充分に揃えるが、[23]先の展開をあまり考えず物語を作り始める。[24]
- 多様な作品を大量に創作し、様々な雑誌に連載するため、雑誌廃刊や打ち切りなどによる未完成作品が多い。
- 締め切り前の修羅場を経験したことが無く[25]、締め切りを破ったことも無い。
- SF漫画作品はアシスタントに加倉井ミサイルの居た時期に、彼女からメカニック協力のあった『美しい男』『明日のために』2作品のみである。

### 略歴
- 1977年 - 第2回「アテナ大賞」第2席を受賞
- 1978年 - 『赤いシャッポ』が『花とゆめ』第6号に掲載されデビュー[1]
- 1985年 - 『花のあすか組!』連載開始（1995年終了）
- 1987年 - 『ロンタイBABY』連載開始（1997年終了）
- 1988年 - 『花のあすか組!』テレビドラマ化、映画化
- 1995年 - 『少年濡れやすく恋成りがたし』イメージビデオ化
- 1995年 - 『汚い奴』Vシネマ化
- 1997年 - 『ロンタイBABY』Vシネマ化
- 2000年 - 同人誌での創作発表を行う（2006年終了）
- 2003年 - 『新・花のあすか組!』連載開始（2009年終了）
- 2006年 - 文星芸術大学マンガ専攻講師に就任（2013年、客員教授を辞職）
- 2018年 - 『花のあすか組! BS(ブラックスクール)編』連載開始および終了。『花のあすか組! ∞インフィニティ』連載開始（2021年終了）。

## 発表作品

### 漫画作品
1988年以前に発表されたほとんどの作品は、角川書店あすかコミックス「高口里純傑作集」（全22冊）として1988年から1992年にかけて再編集、再出版された。

#### 1979年 - 1989年
- トロピカル半次郎【全3巻】［1979 - 1980、LaLa、白泉社］
  - ギャグ漫画。学園漫画。
- 『久美と森男のラブメロディ』シリーズ［1979 - 1982、花とゆめ、白泉社］
  - 『熱くなるまで待って』
  - 『パーフェクト・ディ』
  - 『赤いピアノ線』【全2巻】
  - 『ワルツの似合うころ』【全2巻】
- 自選傑作集 =短編集= ［1979 - 1996、日本漫画家大全、双葉社］
- アスファルトに眠れ =短編集= ［1981頃、白泉社］
- 伯爵と呼ばれた男 【全5巻】［1982 - 1989、LaLa］
  - 1930年代のハリウッドを舞台とするオムニバスストーリー。
- 愛し合ってなんかいられない［1983頃、白泉社］
- 愛しているよ =短編集= ［1984頃、朝日ソノラマ］
- 赤鼻のアズナブル =短編集= ［1984頃、朝日ソノラマ］
- 空っぽハイスクール［1984頃、朝日ソノラマ］
  - ギャグ漫画。
- 王(キング)のいる街 =短編集= ［1984頃、朝日ソノラマ］
- ジョニーの戦場日記 =短編集= ［1984頃、朝日ソノラマ］
- いっぱしマン［1984 - 1985、花とゆめ］
  - ギャグ漫画。栃木県を舞台とする。
- ピンナップ・ベイビー 【全2巻】［1985、新書館］
- BERLIN ［1985頃、朝日ソノラマ］
- ナンパちゃん =短編集= ［1985頃、朝日ソノラマ］
- ローマで夜だった ［1985頃、朝日ソノラマ］
- 蒼い夜青い叫び =短編集= ［1986頃、朝日ソノラマ］
- 女神の見た夢 ［1986、朝日ソノラマ］
  - 共著：酒井美羽、谷地恵美子
  - ゲスト参加：太田博子、木原敏江、坂田靖子、篠有紀子、古館由紀子、松苗あけみ
    - マリリン・モンローをモチーフにし、1963年のニューヨークを舞台とする。
- 私は薔薇 -ココ・シャネルの秘密- 【全2巻】［1986頃、主婦と生活社］
  - ココ・シャネルの伝記。
- 花のあすか組!【全27巻】［1987 - 1995、月刊Asuka、角川書店］
  - ヤンキー漫画。学園漫画。中学生のいじめ問題などを扱う。
- 花のあすか組!外伝 【全6巻】［1987 - 1995、月刊あすか］
  - 『花のあすか組!』の前日譚、サイドストーリー。
- 花のあすか組!番外編 -ロンリーキャッツ・バトルロイヤル- ［1990、月刊あすか］
  - 『花のあすか組!』OVA2の原作。
- 悪いあなた =短編集= ［1987頃、mimi、講談社］
- EX-MEN(エクセレントメン)聞いて 【全2巻】［1988 - 1989、mimi］
  - ニューヨークのモデル業界を扱う。
- ロンタイBABY 【全15巻】［1988 - 1997、mimi］
  - ヤンキー漫画。暴走族漫画。1974年の栃木県宇都宮市の高校生を扱う。未完。
- 兎 -うさぎ- ［1988、月刊アフタヌーン、講談社］
  - ヤクザ漫画。母と息子との関係を扱う。未完。
- シルクのブラウス =短編集=［1988頃、Silky、白泉社］
- 蜃気楼を見た =短編集=［1988頃、Silky］
- 悪女は夜つくられる =短編集= ［1989頃、BE・LOVE、講談社］
- 純愛タイトロープ =短編集=［1989頃、Silky］
- touch =短編集=［1989頃、Silky］
- 夜のスタイリスト =短編集=［1989頃、Silky］
- ワルツを踊る女 =短編集= ［1989頃、BE・LOVE］
- 傷つかないと(Night) ［1989、少女フレンド、講談社］
- 赤いドレスの男  ［1989、モーニング、講談社］ 
  - 犯罪予告を題材とする。
- 汚い奴 ［1989、漫画アクション、双葉社］
  - 犯罪、ユスリ屋、プロボクサーを扱う。
- 幸運男子 -ラッキーくん- 【全3巻】［1989 - 1999、mimi］
  - 義兄弟を扱う。ボーイズラブ漫画。

#### 1990年 - 1999年
- Sex, Baseball & Rock'nroll 【全2巻】［1990、週刊ヤングマガジン、講談社］
  - ギャグ漫画。スポーツ漫画。野球漫画。未完。
- 渋谷で会いましょう ［1991頃、漫画アクション］
  - ギャグ漫画。ヤクザ漫画。未完。
- 少年濡れやすく恋成りがたし 【全7巻】［1991 - 1997、ヤングロゼ、角川書店］
  - 教師と生徒との情事、男子高校生の売春、暴力団、解離性同一性障害などを扱う。
- 力を抜いて =短編集=［1990頃、Silky］
- スウィート・ハート・ライフ =短編集=［1992頃、BE・LOVE］
- Girl =短編集=［1992頃、Silky］
- ルビー・カイロ ［1992、ヤングロゼ］
  - 映画『ルビー・カイロ』の漫画化。
- イノセント・サイズ外伝 ［1994頃、角川書店］
  - 原案：高口組・サイズユニット。『イノセント・サイズ』登場人物の前世での物語。
- 銀 【全4巻】［1995頃、花とゆめ］
  - テニス漫画。超能力漫画。臓器移植などを扱う。未完。
- 叫んでやるぜ! 【全5巻】［1995 - 1999、CIEL、角川書店］
  - 声優業界、声優の父親とアイスホッケー選手の息子との交流を扱う。ボーイズラブ漫画。
- 美しい男 【全6巻】［1995 - 2000、Chara、徳間書店］
  - 架空世界を舞台とするSF。戦闘機パイロット、コールドスリープなどを扱う。ボーイズラブ漫画。
- クロイツ ［1996、CIEL］
  - 暴走族漫画。ボーイズラブ漫画。
- 黒 -ニグレード- 【全4巻】［1996 - 1998年、角川書店］
  - 1900年代前半のヨーロッパ、1975年のロンドンを舞台とする。『銀』の前日譚でもあり『銀』の人物が登場。
- ロンタイBABY プレイバック［1997、ヤングロゼ］
  - 『ロンタイBABY』の続編。ヤンキー漫画。
- 詩人は一日にして成らず =短編集=［1997頃、スコラ］
- COME ON! CLASH BABY ［1998 - 2002、祥伝社］
  - ストリートファイターの女子高校生を扱う。ヤンキー漫画。漫画の描き方を変えている。
  - 同時収録「熱の花」「リンダマン」
- 明日のために【全3巻】［1998 - 1999、コミックバーズ、スコラ］
  - 近未来SF。出産、母親と子供の関係を扱う。瞳の描き方を変えている。
- 虹色仮面 【全7巻】［1998 - 2001、FEEL YOUNG、祥伝社］
  - 美容、女装、銀座を扱った推理漫画。『少年濡れやすく恋成りがたし』とのクロスオーバー作品。
- PINK 【全3巻】［1998 - 2000、Chara Selection、徳間書店］
  - 漫画原作者と作画家を扱ったギャグ漫画。ボーイズラブ漫画。
- 勝負は時の…運だろ?SEVEN 【全3巻】［1998 - 2007、同人誌/花音、芳文社］
  - 『勝負は時の…運だろ?』のスピンオフ作品であり続編。バスケットボール部を扱う。ボーイズラブ漫画。
- 彼女を泣かせて ［1999、少女フレンド］
  - 瞳の描き方を変えている。
- ロイヤルドッグ -忠実な犬- 【全2巻】［1999 - 2000、ヤングチャンピオン、秋田書店］
  - ヤクザ漫画。幼児の生命力を扱う。未完。

#### 2000年 - 2009年
- 暗殺者は魚を嫌う［2000 - 、同人誌、オークラ出版］
  - ヤクザ漫画。『ロイヤルドッグ -忠実な犬-』のスピンオフ作品。『汚い奴』とのクロスオーバー作品。
- 少年失格 -ナチュラルキッド- 【全3巻】［2000 - 2002、ヤングチャンピオン］
  - ギャグ漫画。男子中学生の女装を扱う。瞳の描き方を変えている。
- ラ・グランダム［2001 - 2002、FEEL YOUNG］
  - 『虹色仮面』の前日譚､スピンオフ作品。ハーバード大学を舞台とする。
- バラと最悪の魂 【全4巻】［2002 - 2003、BE・LOVE］
  - トランスジェンダー、不倫を扱う。未完。
- 世の中は僕らに甘い 【全7巻】［2002 - 2008、Chara Selection］
  - モデル業界、双子を扱う。ボーイズラブ漫画。
- 詩人は一日にして成らず ［1995 - 2003、Silky/同人誌/花音］
  - ボーイズラブ漫画。
- 新・花のあすか組! 【全8巻】［2003 - 2009、FEEL YOUNG/フィーヤン・ネット、祥伝社］
  - 『花のあすか組!』の続編。ヤンキー漫画。携帯電話依存症などを扱う。未完。
- 美しい美しい美しい ［2006、マンガ・エロティクス・エフ、太田出版］
  - 漫画の描き方を変えている。ボーイズラブ漫画。　
  - 同時収録「after story」（描き下ろし後日談）、「白い指の悪魔」。
- ななひかり 【全7巻】［2006 - 2012、Chara］
  - 異母兄弟、芸能界、音楽などを扱う。ボーイズラブ漫画。
- 不思議は何で出来ているか 【全2巻】［2007 - 2008、Hug/携帯コミックサイト描き下ろし連載、飛鳥新社］ 
  - オカルトを扱う。ボーイズラブ漫画。
- コキュートスは嗤う 【全3巻】［2008 - 2010、マリカ/ミステリーサラ、扶桑社/Bbmfマガジン/ワニブックス］ 
  - 原作：江上剛 『腐蝕の王国』。1985年からの金融機関を題材とする。
- 骨まで愛して 【全2巻】［2009 - 2012、Chara Selection］ 
  - サラリーマンフェチのおたくを扱う。ボーイズラブ漫画。
- 獣の条件［2009 - 2010、漫'sプレイボーイ/携帯コミックサイト描き下ろし連載、集英社］
  - 漫画の描き方を変えている。成人向け漫画。

#### 2010年 -
- ロンタイBABY 喧嘩上等1974 【全4巻】［2011 - 2013、携帯コミックサイト描き下ろし連載、双葉社］
  - 『ロンタイBABY プレイバック』の続編。ヤンキー漫画。
- 恋待ち 高口里純作品集 =短編集=［ピュアフルコミックス、ジャイブ］
  - 「可愛い娘はなぜいつも隣のクラスなんだろう」
  - 「悩みごと、あったらね?」 （2002 - 、しんぶん赤旗日曜版）
    - 『叫んでやるぜ!』のスピンオフ作品。続編でもある。父親と娘の交流を扱う。
- 悪の花 -逆臣・陶晴賢- ［2012 - 、コミック戦国無頼web、松文館］
  - 原作：小川良 『妖臣伝 厳島合戦異聞』。未完。単行本未刊行。
- サハラ -誘惑のエトランゼ- ［2012、ハーモニィRomance、宙出版］
  - シンデレラ・ストーリー。
- 花と王子の物語 ［2013、ハーモニィRomance、宙出版］
  - シンデレラ・ストーリー。
- 公爵家の薔薇の実 ［2013、ほんとうに怖い童話、ぶんか社］
  - 絵柄を変えている。
- 紅のメリーポピンズ 【全4巻】［2013 - 2015、JOURすてきな主婦たち、双葉社］
  - ナニーによる育児、教育を扱う。
- 奇人探偵 銀鼠［2014 - 2015、ほんとうに怖い童話、ぶんか社］
  - 明治時代を舞台とした推理漫画。絵柄を変えている。
- 悪いキス 【全3巻】［2015 - 2017、女性セブン、小学館］
  - 原作：テレビドラマ『赤と黒』。
- グランマの憂鬱 【既刊17巻】［2015 - 、JOURすてきな主婦たち、双葉社］
  - 田舎を舞台とし祖母と孫との交流を扱う。『紅のメリーポピンズ』のスピンオフ作品。連載中。
- 花のあすか組! BS(ブラックスクール)編【上下巻】［2018年4月6日 - 7月27日、Renta!/マンガJAM、祥伝社］
  - 『新・花のあすか組!』の続編。ヤンキー漫画。ネットいじめを扱う。
- 花のあすか組! ∞インフィニティ【全9巻】［2018年9月7日 - 2021年8月20日[26]、Renta!/マンガJAM、祥伝社］
  - 『花のあすか組! BS(ブラックスクール)編』の続編。ヤンキー漫画。地下アイドルなどを扱う。

### エッセイ漫画
- 息子が心配で、夜も眠れない ［2013、双葉社］
- 息子が心配で、夜も眠れない バイト編 ［2015、クリーク・アンド・リバー社］単行本未刊行。
- 息子が心配で、夜も眠れない 就活編 ［2016、クリーク・アンド・リバー社］単行本未刊行。
- 台湾が好きすぎて、家借りちゃいました。完全版 日本語版 ［2017、双葉社］
  - （台湾で先行発売）日本人氣漫畫家追星瘋台灣 中国語版 ［2013］

### 未単行本化作品
- すてきな女（Silky 1990年5月号）
- イキそうでイカない（Silky 1991年5月号）
- 私のデビュー時代 （きみとぼく ソニー・マガジンズ）
- イニシャルK in パリ（漫画アクション 2005年12月28日増刊号）
- 将棋の時間 （YOU 2007年NO.20、2008年NO.6、集英社）
- 悪の花 -逆臣・陶晴賢- （コミック戦国無頼web 2012 - 、松文館）
- 美女にしか向かない職業 （JOURすてきな主婦たち 2012年10月号、双葉社）
- わたしとツッパリの日々 （JOURすてきな主婦たち 2015年3月号、双葉社）
- 真のイケメンは正面からあなたを倒す（増刊ハーレクイン 2021年4月号 - 、宙出版）

### 漫画原作作品
- 勝負は時の…運だろ? 【全5巻】［1995-、CIEL、角川書店］
  - 復刊 【全3巻】［花音、芳文社］
  - 作画：藤崎一也
    - バスケットボール部を扱う。ボーイズラブ漫画。
- 泣かせやがってこのやろう 【全3巻】［1995-、角川書店］
  - 作画：架月弥
- ルパン三世Takaguchi/Shusayスペシャル版 ［1997、双葉社］
  - 原作・監修：モンキー・パンチ
  - 作画：Shusay
- 恋の渇き ［2001、花音］
  - 作画：穂波ゆきね
    - ボーイズラブ漫画。
- きみには勝てない! 【全3巻】［2003-、花音］
  - 作画：穂波ゆきね
    - 全寮制男子校を扱う。ボーイズラブ漫画。
- ミラクルダイエッターMIYUKI  【全2巻】［2003-、しんぶん赤旗日曜版、ジャイブ、電子書籍化］
  - 作画：高口組
    - 食生活を扱う。『叫んでやるぜ!』に登場した劇中アニメ番組のスピンオフ作品。魔法少女もの。
- ミラクルダイエッターMIYUKI vv(ブイブイ) ［2005-、しんぶん赤旗日曜版、電子書籍化］
  - 作画：高口組
    - 『ミラクルダイエッターMIYUKI』の続編。単行本未刊行。

### 小説作品
- 花のあすか組!外伝 -ヨコハマ・ユカリ命- ［1990、角川書店］
  - スピンオフ作品、前日譚。『花のあすか組!外伝』vol.9〜vol.11を小説化。暴走族を扱う。
- 少年濡れやすく恋成りがたし［神戸編］ ［1996、ASUKAノベルス、角川書店］
  - スピンオフ作品、前日譚。ヤクザを扱う。
- 少年濡れやすく恋成りがたし［神戸編］-過ちを犯す月- ［2001、角川ルビー文庫、角川書店］
  - スピンオフ作品。ヤクザを扱う。ボーイズラブ。
- 叫んでやるぜ! ［2001、同人誌/書き下ろし、角川ルビー文庫、角川書店］
  - 続編、スピンオフなど。ボーイズラブ。
- あなたがいたから ［2010、書き下ろし、講談社X文庫、講談社］

### その他出版物
- イラスト集
  - ラブレター［1985、新書館］
  - 九楽あすか参る! ［1988、角川書店］
  - SATOSUMI GRAFFITI 1982-1991［1992、角川書店］
- まれな「少女まんが家」の生活 ［1990、大陸書房］

#### アンソロジー
- 熱狂短編マンガ傑作集'83 ［1983、小学館］
  - 「ナンパちゃん」
- グレープフルーツ別冊「ヒロイン&ヒーロー」歴史ロマンSPECIAL ［1984、新書館］
- SFマンガ大全集 PART29 ［1985、東京三世社］
  - 「ジョニーの戦場日記」
- 少女漫画恐怖傑作選 - ミステリー館 (Part 1)  夢の扉の章［1993、宝島社］
- 天下無敵あどりぶ銀英伝 ［1994、徳間書店］
- マンガ構成術 -ストーリーメイキングガイド- ［2000、Comickersテクニックブック、美術出版社］
  - 共著：川原由美子、酒井美羽、坂田靖子、松苗あけみ
- ブラック・ジャック ALIVE 2 ［2005、秋田書店］
  - 「The last acting」（ヤングチャンピオン 2005年5月10日号）
- かりあげクン トリビュート増刊 （漫画アクション 2005年12月28日増刊号）
  - 「イニシャルK in パリ」
- 実話が怖い! 怪談新耳袋 - 母影 ［2006、コミック新耳袋、メディアファクトリー］
  - 「不思議話買います」
- 30周年だゾ！嵐を呼ぶクレヨンしんちゃんトリビュート［2020年9月25日、WEBコミックアクション］
  - 「クレヨンしんちゃん×グランマの憂鬱」[27]

#### 挿絵作品
- 22歳 季節がひとつ過ぎていく ［1988、角川スニーカー文庫、角川書店］ 著者：唯川恵
- アベルの島で ［1992、角川ルビー文庫、角川書店］ 著者：荘山ゆたか
- イノセント・サイズ 【全4巻】 ［1992-、EASY BOOKS、ムービック］ 著者：荘山ゆたか、高口組サイズユニット
- レベッカ・ストリート ［1995、花丸ノベルズ、白泉社］ 著者：菅野彰
- スーパー・エージェント ［2000、ハヤカワ・ミステリ文庫、早川書房］ 著者：ハーラン・コーベン
- ウイニング・ラン ［2002、ハヤカワ・ミステリ文庫、早川書房］ 著者：ハーラン・コーベン
- 好奇心は猫をも殺す ［2003、キャラ文庫、徳間書店］ 著者：前田栄
- 色重ね ［2005、キャラ文庫、徳間書店］ 著者：剛しいら

## 短編漫画初出
- 1979年
  - 赤いシャッポ （『花とゆめ』6号）
  - ゲシュタポ非常線 （『花とゆめ』春の増刊号）
  - 地下鉄のドグ （『花とゆめ』夏の増刊号）
  - 三文喜劇 （『花とゆめ』秋の増刊号）
  - レモンかじった？ （『LaLa』3月号）
  - レモン感じちゃう （『LaLa』5月増刊号）
  - コンクリート・ボディ佐藤 （『花とゆめEX』7月増刊号）
  - 美・三角関係 （別冊『花とゆめ』春の号）
  - 美・カルテット （別冊『花とゆめ』夏の増刊号）
  - 美・サミットSOS （『花とゆめ』20号）
  - バラと歌いたい （『花とゆめ』20号）
  - わたし愛・たぶん愛 （『花とゆめ』24号）
  - 恋しちゃいけない17歳 （『花とゆめ』24号）
- 1980年
  - かすみか雲か聖少女（『花とゆめ』2号）
  - 雨 （『花とゆめ』秋の増刊号）
- 1981年
  - 誘惑の季節 （『花とゆめ』2月増刊号）
  - アスファルトに眠れ （『花とゆめ』6 - 7号）
  - いやらしい初恋 （『花とゆめ』5月増刊号）
  - 王（キング）のいる街 （『LaLa』6月号）
  - ロッカ・フラ・ベイビー （『LaLa』8月号）
  - いけない娘 （『花とゆめ』9月増刊号）
  - バラードは終らない （『花とゆめ』11 - 12号）
  - 夜の運動会 （『花とゆめ』11月増刊号）
  - ロッカビーティン・ブギ （『LaLa』11 - 12月号）
- 1982年
  - ピンクピストル・バーボン・ママ （『花とゆめ』1号）
  - ビューティー＆ザ・ビート （『花とゆめ』3号）
  - 赤鼻のアズナブル （『花とゆめ』2月大増刊号）
  - ポップン・ロール胸さわぎ （『花とゆめ』』19号）
- 1983年
  - あした勝つ1 （『LaLa』2月増刊号）
  - あした勝つ2 （『LaLa』4月号）
  - ナンパちゃんPart1 （『月刊コミコミ』5月号）
  - ナンパちゃんPart2 （『月刊コミコミ』8月号）
  - アイ・ラブ・熊 （『月刊コミコミ』秋の増刊号）
  - 愛しているよ （『花とゆめ』20号）
  - 蒼い夜青い叫び （『花とゆめ』11月増刊号）
  - サクランボ・ハウス （『花とゆめ』24号）
- 1984年
  - 風花鳥 （『花とゆめ』1号）
  - ハイ・ヌーン （『花とゆめ』2月大増刊号）
  - 優しい瞳 （『別冊花とゆめ』春の号）
  - 旅篭 （『グレープフルーツ別冊』7/15号）
  - モスクワの夜は更けて （『グレープフルーツ』15号）
  - イヤリング・サマー （『花とゆめ』9月大増刊号）
  - ジョニーの戦場日記 （『SFマンガ競作大全集』12月号）
  - やさしくてかなしくて （『花とゆめEX』WINTER）
- 1985年
  - ワルツを踊る女 （『BE・LOVEペア』第1号）
  - 娼婦リリ－ （『BE・LOVEペア』第3号）
  - 丸の内アベニュー （『花とゆめEX』SPRING号）
  - 赤い関係 （『Silky』9月号）
  - 窓灯りの情事 （『BE・LOVEペア』10月号）
  - 人妻という名の女 （『Silky』11月号）
- 1986年
  - かすれた線路 （『BE・LOVEペア』1月号）
  - 恋…恋の季節 （『mimi DX』1月号）
  - 蜃気楼を見た （『Silky』1月号）
  - 真夜中のフェアリー・テール （『Silky』2月号）
  - 午前0時のコントロール・カラー （『Silky』4月号）
  - 牝犬 （『BE・LOVEペア』4月号）
  - まだ恋をしている （『mimi DX』5月号）
  - 六本木にて （『Silky』1986年5月号）
  - 夫が帰ってくる （『BE・LOVEペア』6月号）
  - 低い声でささやくわ （『Silky』7月号）
  - オフィスに私生活はない （『Silky』8月号）
  - ユウウツな恋人 （『Silky』9月号）
  - 恋のフーガ （『Silky』10月号）
  - 白と黒の悪夢 （『BE・LOVEペア』11月号）
  - ロスト・ラブ・夕暮れに （『Silky』12月号）

- 1987年
  - スウィート・ハート・ライフ （『BE・LOVEパフェ』1月号）
  - スウィート・ハート・ライフ2 （『BE・LOVEパフェ』1月号）
  - シルクのブラウス （『Silky』1月号）
  - おだやかな休止符 （『Silky』2月号）
  - 波の華（原作：矢島正雄） （『Silky』3月号）
  - 情熱バトルロワイヤル（『ヤングユー』3月号）
  - ツイてるご家族 （『少年サンデー』3月増刊号）
  - 讃美歌（原作：矢島正雄） （『Silky』5月号）
  - 悪いあなた（『mimi Carnival』6月号）
  - 初恋 （『Silky』7月号）
  - あしゅら （『コミックハイ!』8月号）
  - 純愛タイトロープ （『Silky』9月号）
  - 白昼堂々 （『Silky』11月号）
- 1988年
  - 獣のように （『Silky』1月号）
  - touch （『Silky』3月号）
  - キューピーの弓 （『Silky』5月号）
  - 悪女は夜つくられる （『BE・LOVEパフェ』7月号）
  - 罠 （『BE・LOVEパフェ』8月号）
  - 夜のスタイリスト （『Silky』9月号）
  - 情事の達人 （『Silky』11月号）
- 1989年
  - 神様のおぼしめし （『BE・LOVEミステリー』第3集）
  - いまどきのHOW TO SEX （『Silky』1月号）
  - ナミダは女の武器です （『Silky』4月号）
  - 力を抜いて （『Silky』6月号）
  - ここに触れなきゃ （『Silky』8月号）
  - ベッドサイドテクニック （『Silky』10月号）
  - 道をおたずね下さい （『Silky』12月号）
- 1990年
  - ラブレター （『Silky』3月号）
  - すてきな女 （『Silky』5月号）
  - きのうの夜は （『Silky』8月号）
  - あいつと私 （『Silky』10月号）
  - Girl （『Silky』12月号）
- 1991年
  - 土曜日はひとり （『Silky』3月号）
  - イキそうでイカない （『Silky』5月号）
  - べっぴん （『ヤングマガジン マリちゃん増刊』6月20日号）
  - フェイク・ウーマン （『Silky』7月号）
- 1995年
  - この世で最も漆黒の夜 （『Silky』7月号）
  - 詩人は一日にして成らず 1（『Silky』10月号）
- 2002年
  - 熱の花 （『Chara』4月号）
- 2005年
  - The last acting （ブラック・ジャック ALIVE）（『ヤングチャンピオン』5月10日号）
  - イニシャルK in パリ（かりあげクン トリビュート増刊）（『漫画アクション』12月28日増刊号）
- 2007年
  - 白い指の悪魔 （『マンガ・エロティクスF』vol.43）
  - 将棋の時間 （YOU 2007年NO.20、2008年NO.6、集英社）
- 2011年
  - 可愛い娘はなぜいつも隣のクラスなんだろう（commons&sense man ISSUE11、河出書房新社）
- 2012年
  - 美女にしか向かない職業 （JOURすてきな主婦たち 10月号）
- 2015年
  - わたしとツッパリの日々 （JOURすてきな主婦たち 3月号）
- 不明
  - 夢舞踏に赤いバラ
  - ニューブーツ・アンド・パンティーズ
  - リンダマン
  - BERLIN
  - BLUE BOY
  - 恋人たちの森

## 同人誌発表作品
2000年から2006年にかけて同人誌で作品発表が行われた。「悪態 AQUA ROSE」シリーズ全16巻、「小説 悪態 AQUA ROSE」シリーズ全4巻、総集編「別冊 悪態 AQUA ROSE」シリーズ全6冊。素描集「SHARE」。
「著作権保護のため転売を禁止すること。不要になった場合捨てて処分するか人にただであげるように」と記載されている。
掲載されたのは以下のものである。
- 新作
- 過去作品の続編
- 過去作品の番外編
- 過去作品の小説化
- 単行本化されていない作品の収録
- ゲストによる二次創作原案を高口里純が漫画化した作品
- ゲストによる二次創作小説に高口里純が挿絵を付けた作品
- 「かちとみさする」名義で発表された二次創作物の再録

以下に、単行本未収録の作品を述べる。
28階に湧くシルクの水［電子書籍化］
『少年濡れやすく、恋成りがたし』のスピンオフ作品。翼郎と水人を主役に描かれる。「少年濡れやすく、恋成りがたし（神戸編）」の続編でもある。第一部完結。第二部完結。中断。
マリッツ将軍の特別休暇（小説）［電子書籍化］
『美しい男』のスピンオフ作品。マリッツ・デュナンのエピソード。
カリスマ（小説）［電子書籍化］
『美しい男』の物語を補完するエピソード。コミックス第6巻でのM2とラモンとのストーリー。
恋に至る病（小説）
『美しい男』の物語を補完するエピソード。コミックス第5巻でのクラウドとステラスタとのストーリー。
美しい男 -特別番外編-
『美しい男』の続編。その後のM2とマリッツ・D・ジュニアが描かれる。1〜4話。短編。中断。
忠実な犬（小説）
『ロイヤルドッグ -忠実な犬-』コミックス第2巻の小説化。
忠実な犬
『ロイヤルドッグ -忠実な犬-』の続編。中断。
PINK -スイッチ- ［電子書籍化］
『PINK』の続編。短編。2編。
叫んでやるぜ! -ワードローブ- ［電子書籍化］
『叫んでやるぜ!』の続編。信乃と天竜とのストーリー。短編。角川ルビー文庫『叫んでやるぜ!』にも収録。
叫んでやるぜ! -メリット- ［電子書籍化］
『叫んでやるぜ!』の続編。信乃と天竜とのストーリー。短編。
叫んでやるぜ! -訪問者- ［電子書籍化］
『叫んでやるぜ!』の続編。南夏也と映日とのストーリー。短編。
十人の略奪された花婿（小説）
Web連載小説。第一部完結。第二部未完結。

### 二次創作同人誌
かちとみさする名義。
- 花のあすか組! - 「あすか組-Z- リバーシブル・ヴァージョン」（1990年12月）登場人物の性別を逆転させた漫画。
- 銀河英雄伝説
- 頭文字D

他。

## アシスタント
- 加倉井ミサイル[23]
- 架月弥[23]
- 雁須磨子[29]
- かわかみじゅんこ[23]
- 霧ヶ峰梨沙[23]
- 捨井タスコ
- 千里唱子[23]
- 茶花ぽこ
- 藤崎一也[23]
- 森真理
- 山田ユギ[29]
- 近隣の学校から職場体験に来た学生[18]
- 文星芸術大学マンガ専攻の一部の学生[30]
- しだらちより（高口里純の娘）[31]

## その他
- NHK教育テレビ 趣味百科「少女コミックを描く」 第9回（1991年5月28日） 講師・里中満智子
  - アトリエ訪問。オリジナルスクリーントーンの使用法。
- NHK 「あの歌がきこえる」 （2006年10月18日放送分）
- NHKBS2 「マンガノゲンバ」 （2007年7月31日放送分）
  - 作者ノゲンバ「新・花のあすか組!」